# Piero Thiella
Piero Thiella (Milano, 2 febbraio 1904 – ...) è stato un calciatore italiano, di ruolo difensore.

## Statistiche

### Presenze e reti nei club
| Stagione        | Club            | Campionato          | Campionato | Campionato |
| Stagione        | Club            | Comp                | Pres       | Reti       |
| --------------- | --------------- | ------------------- | ---------- | ---------- |
| 1924-1925       | SPAL            | Prima Divisione     | 1          | 0          |
| 1927-1928       | Inter           | Divisione Nazionale | 1          | 0          |
| 1928-1929       | Gallaratese     | Prima Divisione     | ?          | ?          |
| 1929-1930       | Gallaratese     | Prima Divisione     | ?          | ?          |
| Totale carriera | Totale carriera |                     | 2+         | 0+         |

## Palmarès

### Club

#### Competizioni nazionali
- Seconda Divisione: 1

SPAL: 1925-1926